# Акротирион (залив)
Акротирио́н или Акротири (греч. Κόλπος Ακρωτηρίου) — залив Средиземного моря у южного побережья острова Кипр. Находится к востоку от одноимённого полуострова.
С юго-запада Акротири ограничен мысом Гата, с северо-востока — мысом Долос. Берега залива относятся к Республике Кипр и великобританской авиабазе Акротири. На берегу залива расположен второй по величине город Республики Кипр — Лимасол.